# Der Lügner (1961)
Der Lügner ist ein deutscher Spielfilm aus dem Jahre 1961. Die Komödie basiert auf dem Bühnenstück The Eleven Lives of Leo von A. B. Shiffrin. Die Uraufführung fand am 21. Dezember 1961 im Ufa-Palast in Köln statt.

## Handlung
Sebastian Schumann ist ein Büroangestellter. Seine Frau hat ihn verlassen und nun lebt er allein mit seiner achtjährigen Tochter Nicky. Nicky lässt er in dem Glauben, dass ihre Mutter gestorben und nun ein Engel im Himmel sei. Schumann fantasiert für seine kleine Tochter eine virtuelle Welt, wo er jeweils der Held ist. Mal ist er Diplomat, mal Astronaut, Geheimagent, Bankdirektor und ein unschlagbarer Boxer. Die graue Welt seines Alltags verändert sich in eine Welt der Lügen. Bald glaubt er selbst an seine Geschichten. Dies führt schließlich dazu, dass ihn seine Firma entlässt. Auch von der Entlassung kann er der Tochter nicht berichten. Schumann ist jetzt mittellos, bleibt aber bei seinen Lügengeschichten, um die Tochter fern von der bösen Realität zu halten. Für eine Nachbarin bedeutet das jedoch nur Verantwortungslosigkeit. Sie zeigt ihn an und das Jugendamt will ihm aufgrund dieser Anzeige sein Kind wegnehmen und in eine Fürsorgeanstalt überbringen. Der Vater ist ratlos und am Boden zerstört. Nicky weiß sich jedoch selbst zu helfen und es gelingt mit Hilfe der Freundin Annemarie, das Jugendamt von der liebevollen positiven Erziehung des Vaters zu überzeugen und somit eine neue intakte Familie mit Annemarie aufzubauen.

## Kritiken
- "Heinz Rühmann (...) brilliert (..) mit seiner Verwandlungsfähigkeit und hat sichtlich Spaß am Aufschneiden." (Wertung: 2 Sterne = durchschnittlich) – Adolf Heinzlmeier und Berndt Schulz in Lexikon „Filme im Fernsehen“ (Erweiterte Neuausgabe). Rasch und Röhring, Hamburg 1990, ISBN 3-89136-392-3, S. 519
- "Rührselige Komödie, deren kleine Wahrheiten mit sanftem Humor verabreicht werden." – „Lexikon des internationalen Films“ (CD-ROM-Ausgabe), Systhema, München 1997
- "Besinnliches für Rühmann-Fans." – Heyne Filmlexikon, München 1996
- "Die «Lebenslüge», tragikomisch und mit herzlichen Tönen dargeboten in einem Film mit Heinz Rühmann. Erwachsenen zu empfehlen." – Evangelischer Filmbeobachter, Evangelischer Presseverband München, Kritik Nr. 753/1961

## Auszeichnungen
Gustav Knuth wurde für seine Darstellung 1962 mit dem Ernst-Lubitsch-Preis ausgezeichnet.